# Districte de Berchtesgadener Land
El districte de Berchtesgadener Land, en alemany Landkreis Berchtesgadener Land, és un districte rural (Landkreis), una divisió administrativa d'Alemanya, situat al sud de la regió administrativa de l'Alta Baviera a l'estat federat de l'Estat Lliure de Baviera (Freistaat Bayern). Limita a l'oest i al nord-oest amb el districte de Traunstein, tota la resta del districte està envoltat a per l'estat austríac de l'Salzburg. El districte pertany a l'Euroregió Salzburg – Berchtesgadener Land – Traunstein.

## Geografia
El districte es pot dividir en tres grans unitats geogràfiques: La zona prealpina, al nord, entre Laufen i Freilassing, poc accidentada, amb la presència d'alguns llacs de mida petita, com l'Abtsdorfer que és a prop de Laufen, i el riu Salzach com a límit; la zona alpina, a partir de Bad Reichenhall; i l'alta muntanya alpina a partir de Berchtesgaden, amb grans llacs com el Königssee (5.218 km²) i grans muntanyes com el massís Watzmann, amb el Mittelspitze (2.713 metres) com a punt més elevat. La part sud és ocupada pel Parc Nacional de Berchtesgaden (210 km²), declarat Reserva de la Biosfera per la UNESCO el 1990. Aquesta part sud ha estat visitada des d'antic pels pintors a causa dels seus paisatges, especialment al voltant dels llacs Königssee i Hintersee, i avui dia és un atractiu turístic de primer ordre.

## Economia
El turisme i l'agricultura són la base de l'activitat econòmica i l'activitat industrial es limita a algunes indústries agroalimentàries, com la Milchwerke Berchtesgadener Land que produeixen iogurts i derivats làctics o la Confiserie Reber dedicada a la pastisseria. També hi ha una certa activitat minera dedicada a l'extracció de sal. L'artesania de la fusta, que havia tingut una gran importància econòmica com a activitat hivernal i va arribar a ser coneguda arreu d'Europa al segle xix, juga avui un paper secundari, produeix caixes de fusta decorades, figures religioses, figures decoratives, instruments musicals per a nens, etc.

## Ciutats i municipis
(Població a 30 de setembre del 2006)
| 1. Ainring (10.025) 2. Anger (4.223) 3. Bad Reichenhall, (17.400) 4. Bayerisch Gmain (2.957) 5. Berchtesgaden (7.686) 6. Bischofswiesen (7.462) 7. Freilassing (16.000) 8. Laufen (6.637) 9. Marktschellenberg (1.800) 10. Piding (5.345) 11. Ramsau bei Berchtesgaden (1.793) 12. Saaldorf-Surheim (5.266) 13. Schneizlreuth (1.395) 14. Schönau am Königssee (5.344) 15. Teisendorf (9.137) |